# Elig-Edzoa
Elig-Edzoa est un quartier de la commune de Yaoundé I au Cameroun.

## Historique
Constitué de deux mots issus de la langue Ewondo, Elig et Edzoa, Elig-Edzoa désigne littéralement la case laissée par Edzoa. Il tire son nom du chef de toute la tribu Emombo domiciliée à Mfandena au nom de Edzoa Mbede, un Emombo né vers 1850 et décédé en 1921. Il a pour successeurs : Edzoa Bitounou, Edzoa bessala, Edzoa Ahanda, Edzoa Ottou Jean Louis, Ndongo Barthélemy et en fin Ahanda Simon. Il a laissé environ 600 femmes ; mais après ses fils aînés se sont accouplés aux jeunes femmes que leur père a laissé et ont donné une descendance nombreuse à leur père. En 1964, lorsqu'on construisait la gare de marchandises, les villageois ont été déportés vers le haut et le corps du Chef Edzoa Mbédé avait été exhumé pour être enterré à la montée manguier où se situe le caveau familial.

## Géographie
Elig-Edzoa est un quartier de la commune de Yaoundé I. Il est un moyen d'accès aux quartiers Djounguolo (Manguier), Mfandena (Omnisport), Nlongkak et Etoa-meki.
| Mballa II | Djounguolo (Manguier) | Ngousso              |
| Nlongkak  | Elig-Edzoa            | Mfandena (Omnisport) |
|           | Etoa-Meki             | Essos                |

## Population
Les habitants du quartier Elig-Edzoa sont principalement des populations des ressortissants du Tchad et de la République centrafricaine. On y retrouve également des Camerounais.

## Lieux populaires
Marché d'Elig-Edzoa.
Paroisse Saint Michel Archande de Elig-Edzoa.